# 찰스 스탠리 앨벡
찰스 스탠리 앨벡(Charles Stanley Albeck, 1931년 5월 17일 ~ 2021년 3월 25일)은 미국의 프로 농구 코치였다. 앨벡은 덴버 너기츠, 샌디에고 컨키스타도르스(종종 결석 윌트 체임벌린을 대신하여 교체), 클리블랜드 캐벌리어스, 샌안토니오 스퍼스, 뉴저지 네츠, 시카고 불스를 포함하여 아메리칸 농구 협회(ABA) 및 전미 농구 협회(NBA)의 여러 팀을 코치했다.

## 어린 시절
앨벡은 1931년 5월 17일 일리노이주 체노아에서 태어났다. 그는 고향에 있는 체노아 고등학교에 다녔다. 그 후 그는 1955년 브래들리 대학교에서 학사 학위를 취득했고, 1957년 미시간 주립 대학교에서 석사 학위를 취득했다.